# Луцій Апусцій Фуллон (претор)
Луцій Апусцій Фуллон (*Lucius Apustius Fullo, д/н — після 190 до н. е.) — політичний та військовий діяч часів Римської республіки.

## Життєпис
Походив з плебейського роду Апусціїв. Син Луція Апусція Фуллона, консул 226 року до н. е. Про молоді роки немає відомостей. У 202 році до н. е. обирається плебейським еділом. Під час своєї каденції тричі провів Плебейські ігри у цирку Фламінія.
У 200–199 роках до н. е. очолював римський флот під час Другої Македонської війни. Спочатку діяв біля о. Керкіра проти іллірійців — союзників Македонії. Потім перебрався до Пірея, де забезпечував охорону Афін з моря. Також здійснював оборону о. Делос. У 199 році до н. е. передав командування Луцію Квінкцію.
У 196 році до н. е. стає претором. Йому було доручено вести судові справи у Римі. У 194–192 роках був одним з триумвірів із облаштування римської колонії Копія, що перейменовано на Фурії (Калабрія). У 190 році до н. е. був легатом консула Луція Корнелія Сципіона. Про подальшу долю немає відомостей.